# Kronärtskocka
Kronärtskocka (Cynara cardunculus, Scolymus-gruppen) är en kulturgrupp inom arten kardon (Cynara cardunculus) i familjen korgblommiga växter. Det är en ätbar tistelliknande växt, vars blomknoppar skördas strax innan den blommar. Växten är flerårig, men kan inte övervintra i kallt klimat och kan därför på nordiska breddgrader normalt endast odlas som ettårig. Under gynnsamma villkor kan den dock övervintra. 

## Användning

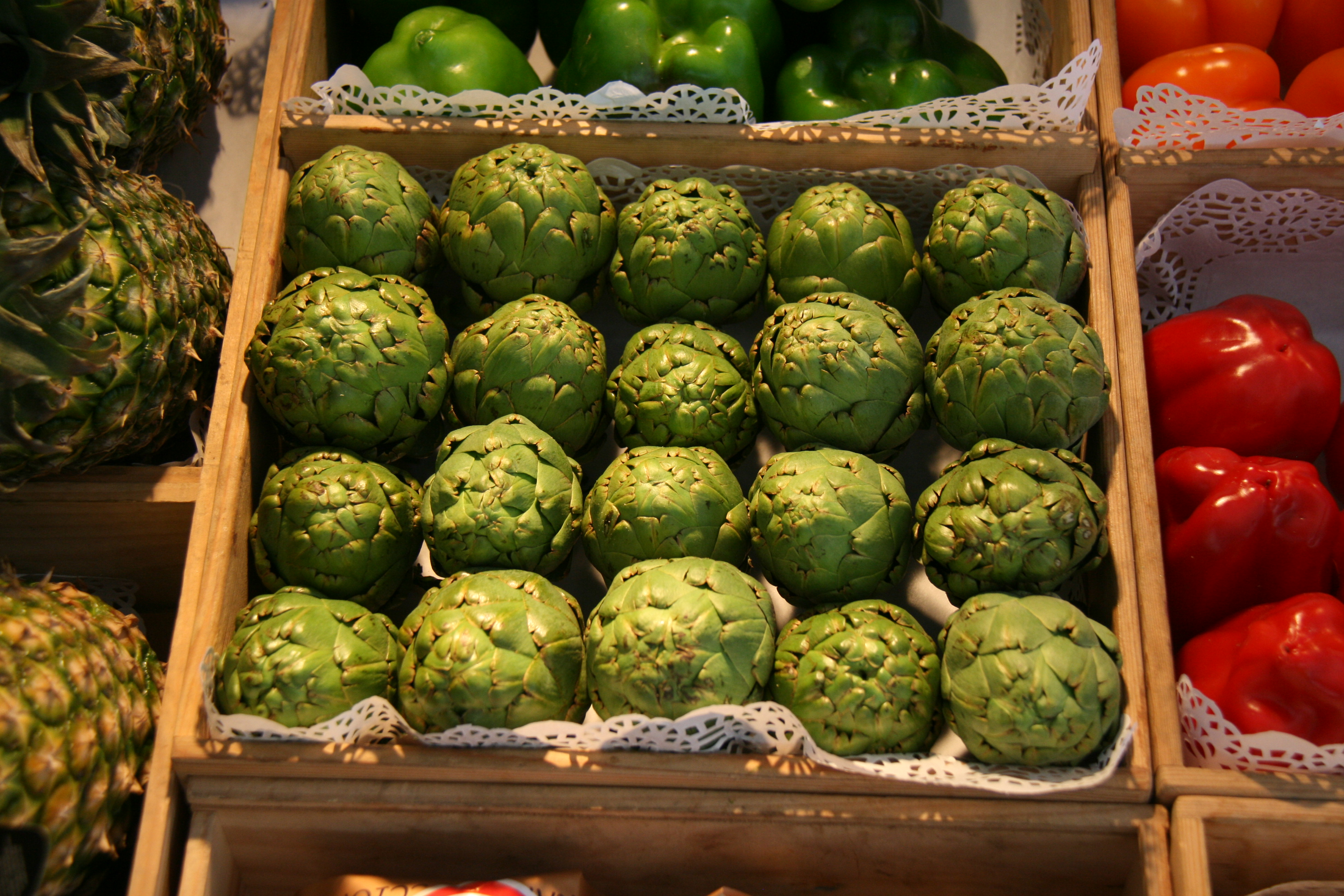
Kronärtskockor i grönsaksdisken

Kronärtskockans knoppar äts vanligtvis kokta; man drar upp ett "blomblad" (holkfjäll) i taget utifrån och in och äter det med till exempel smör, utom den hårda spetsen. "Skägget" i mitten skärs sedan bort från blombotten, som slutligen äts med kniv och gaffel. Kronärtskocksbotten är den mjukare botten utan kronbladen. Färdiglagade bottnar finns att köpa på burk.
Kronärtskockshjärtan är små mycket mjälla kronärtskockor. Förlagade finns att köpa på burk.

Kronärtskocka på tallrik.

Andra tillagningsmetoder inkluderar ugnsbakning och det finns även inlagd kronärtskocka, vanligt förekommande på pizzan Quattro Stagioni.
Kronärtskockan innehåller, förutom vatten och fibrer, kolhydrater som inulin, mineraler som natrium, fosfor och kalcium, samt vitamin B1, B3 och mindre mängd vitamin C. 
I flera länder räknas kronärtskockan som en delikatess. I Spanien har växten ursprungsskyddade geografiska områden: Denominación de Origen (D.O.), i ett motsvarande system som vin och andra ursprungsmärkta livsmedel och jordbruksprodukter. 
D.O. "Alcachofa de Benicarló" (även känt som "Carxofa de Benicarló") i Valenciaregionen är ett exempel på detta, erkänt av EU sedan den 12 november 2003 

### Naturmedicinsk användning
Kronärtskockan tillskrivs verkan som antioxidativ och hämmande på leverns produktion av kolesterol och därmed förebyggande mot åderförkalkning. Den har också en stimulerande effekt på gallflödet vilket motverkar olika matsmältningsbesvär såsom väderspänningar, men även besvär åtföljda av illamående och kräkningar. Använda växtdelar är blad och blombotten.
Trots namnet är jordärtskockan inte en nära släkting.

## Produktion
| Nr                                                                    | Område                 | Produktion (ton) | Andel    |
| --------------------------------------------------------------------- | ---------------------- | ---------------- | -------- |
| 1                                                                     | Italien                | 451 461          | 28,69 %  |
| 2                                                                     | Egypten                | 266 196          | 16,92 %  |
| 3                                                                     | Spanien                | 234 091          | 14,88 %  |
| 4                                                                     | Argentina              | 105 236          | 6,69 %   |
| 5                                                                     | Peru                   | 103 348          | 6,57 %   |
| 6                                                                     | Algeriet               | 81 106           | 5,15 %   |
| 7                                                                     | Kina                   | 78 055           | 4,96 %   |
| 8                                                                     | Marocko                | 55 234           | 3,51 %   |
| 9                                                                     | USA                    | 43 050           | 2,74 %   |
| 10                                                                    | Frankrike              | 38 354           | 2,44 %   |
|                                                                       | Övriga länder          | 117 232          | 7,45 %   |
|                                                                       | Total världsproduktion | 1 573 363        | 100,00 % |
| Källa: FN:s livsmedels- och jordbruksorganisation:s data för år 2014. |                        |                  |          |

## Synonymer
Cynara cardunculus subsp. scolymus (L.) Hegi
Cynara communis Lam. nom. illeg.
Cynara esculenta Salisb.  nom. illeg.
Cynara hortensis Mill.  nom. inval.
Cynara scolymus L.
Cynara scolymus var. redonensis N.H.F.Desp.